# Поморське воєводство (1466—1772)
Помо́рське воєво́дство (лат. Palatinatus Pomeranensis, пол. Województwo pomorskie) — адміністративно-територіальна одиниця Королівства Польського та Корони Польської в Речі Посполитій. Існувало в 1466—1777 роках. Створене на основі земель Тевтонського ордену. Входило до складу Великопольської провінції. Належало до регіону Королівська Пруссія. Розташовувалося в західній частині Речі Посполитої, на заході Королівської Пруссії. Головне місто — Скаршеви. Очолювалося поморськими воєводами. Сеймик воєводства збирався у містечку Старогард. Мало представництво із 2 сенаторів у Сенаті Речі Посполитої. Складалося з 8 повітів. Станом на 1772 рік площа воєводства становила 12 907 км². Ліквідоване 1772 року під час першого поділу Речі Посполитої. Територія воєводства увійшла до складу провінції Західна Пруссія королівства Пруссія.

## Повіти
- Гданський повіт → Гданськ
- Міраховський повіт → Мірахово
- Новський повіт → Нове
- Пуцький повіт → Пуцьк
- Свецький повіт → Свеце
- Тчевський повіт → Тчев
- Тухольський повіт → Тухоля
- Члуховський повіт → Члухов

## Сенатори
- Поморський воєвода